# Surreal Software
Surreal Software war ein US-amerikanisches Entwicklungsstudio für Computerspiele aus Seattle, Washington.

## Unternehmensgeschichte
Surreal Software wurde 1995 von Alan Patmore, Stuart Denman, Nick Radovich und Mike Nichols gegründet. Größere Bekanntheit erlangte das Studio 1999 mit der Veröffentlichung des Action-Adventures Drakan über die Sony-Tochter Psygnosis. Für das Spiel entwickelte Surreal die Riot-Engine. 2003 wurde es mit dem PlayStation-2-exklusiven Drakan: The Ancients' Gates fortgesetzt. Im April 2004 wurde Surreal von Midway Games übernommen. 2003 wurde das im Auftrag für Vivendi Universal Games entwickelte Spieleprojekt The Lord of the Rings: The Treason of Isengard eingestellt. 2005 erschien Surreals vorerst letztes Spiel, The Suffering: Ties That Bind.
Im Juli 2009 übernahm Warner Bros. Interactive Entertainment das Studio im Zuge der Zerschlagung von Midway Games. Unter Warner Bros. wurde Surreal gemeinsam mit Monolith Productions und den Snowblind Studios unter der Kollektivbezeichnung WB Games Seattle geführt, die Marke jedoch weiterhin aufrechterhalten. Die Belegschaften der drei Unternehmen wurden ohne öffentliche Bekanntmachung fusioniert. Im August 2010 berief sich die britische Spielewebsite Computer and Video Games (CVG) auf interne Informationen, wonach Surreals zuletzt angekündigtes und noch unter Midway Games begonnenes Projekt This is Vegas eingestellt worden sei. Dabei wurden auch Aussagen über die heimliche Schließung des Studios im Juni gemacht, die jedoch nicht offiziell bestätigt wurden. 2011 wurde nochmals über eine Stellenausschreibung für Surreal Software berichtet, Ankündigungen neuer Titel unter dem Surreal-Logo blieben allerdings aus. Gestützt wurde die Annahme über die Schließung 2012 durch die Aussage eines Kotaku-Kolumnisten, wonach eine Entlassungswelle für WB Games Seattle im November 2011 hauptsächlich die Snowblind Studios getroffen hätte und WB Games Seattle nun „mehr oder weniger Monolith Productions“ sei.

## Spiele
- 1999: Drakan: Order of the Flame (PC)
- 2002: Drakan: The Ancients’ Gates (PS2)
- 2002: The Lord of the Rings: The Fellowship of the Ring (PC, PS2)
- 2004: The Suffering (PC, PS2 and Xbox)
- 2005: The Suffering: Ties That Bind (PC, PS2, Xbox)